# Battaglia di Santa Clara
La battaglia di Santa Clara fu uno scontro armato avvenuto tra le 5:00 del mattino del 29 dicembre 1958 e il mezzogiorno del 1º gennaio 1959 nell'ambito della rivoluzione cubana, di cui Santa Clara costituisce l'ultima appendice militare. Il netto successo dei castristi fu decisivo per la sconfitta del governo di Fulgencio Batista e per la vittoria del Movimento del 26 di luglio.

## Antefatti
Dopo il fallimento dell'operazione Verano e i successi nelle battaglie di La Plata e Las Mercedes (dovuti il primo alla superiorità militare, il secondo all'astuzia), Fidel Castro si convinse a trasferire la lotta dalle campagne all'interno delle grandi città.
Castro decise di dividere il suo esercito in due colonne: una (guidata da lui, suo fratello Raúl e Juan Almeida) avrebbe puntato verso le province orientali mentre l'altra (sotto il comando di Camilo Cienfuegos, Che Guevara e Jaime Vega) avrebbe puntato su Yaguajay, Santa Clara e L'Avana.
Tuttavia, Vega subì un'imboscata e morì insieme con tutto il suo plotone; Fidel Castro dovette quindi procedere a un'ulteriore divisione: Cienfuegos avrebbe puntato su Yaguajay mentre il Che avrebbe investito Santa Clara e, successivamente, L'Avana.

## La battaglia
Con 320 uomini al seguito el Che sbarcò il 28 dicembre nel porto di Caibarién e raggiunse la città di Camajuaní, che si trovava a metà tra Caibarién e Santa Clara: i guevaristi furono ben ricevuti dalla popolazione locale, formata soprattutto di contadini, e l'arrivo di 1 000 volontari convinse i combattenti ribelli che la vittoria decisiva era imminente.
Le truppe governative, numericamente superiori, raggiunsero Santa Clara e si posizionarono nei pressi dell'università, ubicata alla periferia della città.
Che Guevara, infortunato al braccio a seguito di una caduta, divise le sue forze in due colonne: la truppa posizionata più a sud fu la prima a rispondere al fuoco lanciato dagli uomini del colonnello Joaquín Casillas Lumpuy, che non ebbero modo di far valere la loro supremazia numerica.
Batista inviò un treno, carico di armi e munizioni, per rinforzare le sue divisioni ma il mezzo doveva necessariamente passare in un tratto collinare. Che Guevara perciò diede ordine al Plotone Suicida, capitanato dal 23enne Roberto Rodríguez Fernández detto El Vaquerito, di raggiungere le colline e attaccare il treno: El Vaquerito con un'azione supportata da un massiccio utilizzo di bombe a mano costrinse il convoglio a cambiare direzione, spostandosi nel centro della città.
All'interno della città l'altra colonna castrista, guidata da Rolando Cubela, proseguì l'azione con una serie di scaramucce contro l'esercito governativo che, pur supportato da aerei e carri armati, fu sopraffatto, anche perché la popolazione locale aiutò i rivoluzionari gettando bombe Molotov contro i batistiani.

### Cattura del treno

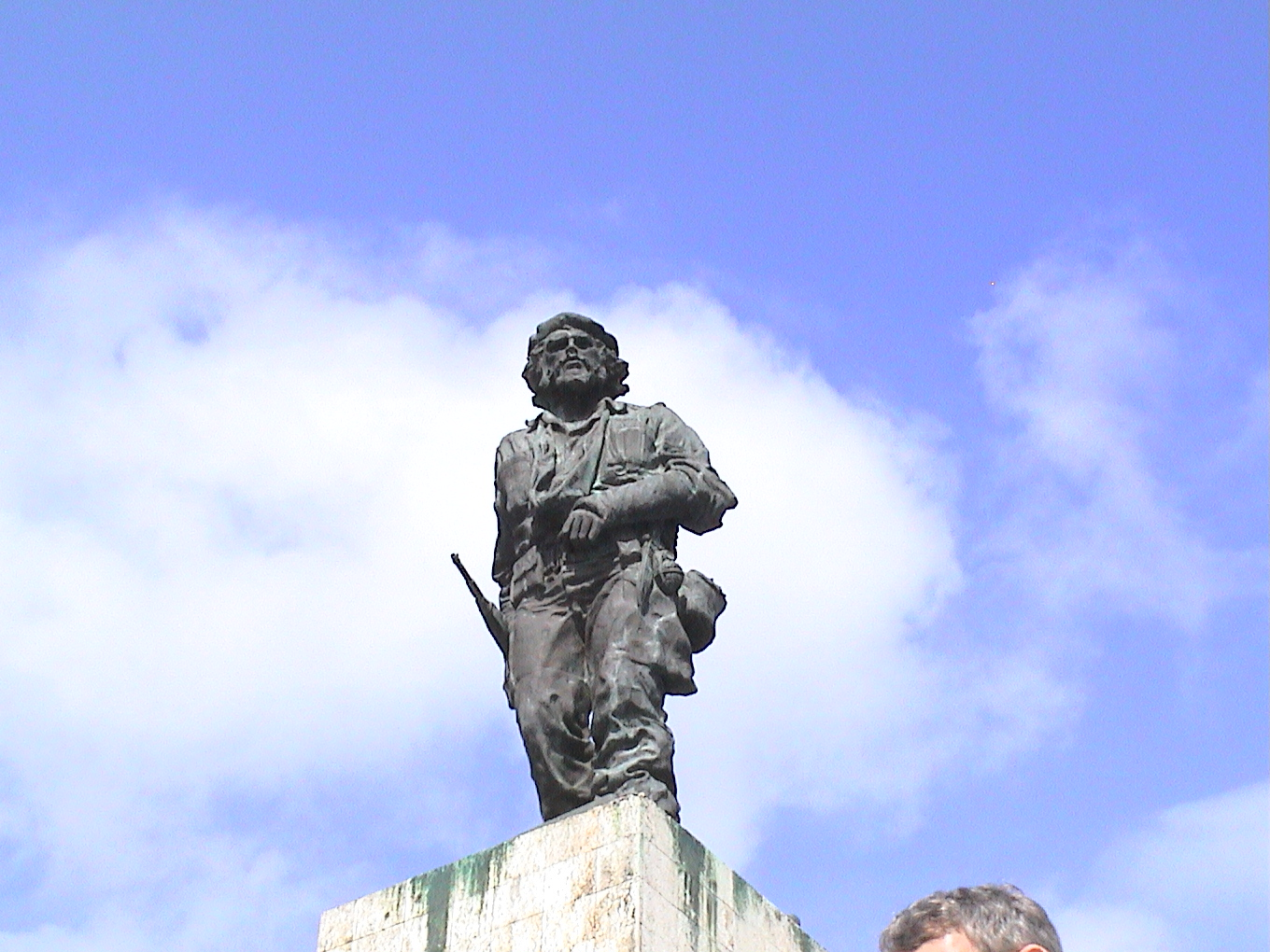
Monumento a Santa Clara de Cuba, in onore della vittoria militare del Che. Sotto vi è il Museo-Mausoleo con la tomba del Che.

Guevara capì che a quel punto la conquista del treno carico di armi e munizioni era prioritaria: il Che prese i trattori agricoli che si trovavano nella facoltà di agraria e sollevò le rotaie, costringendo il convoglio a fermarsi. Tutto il suo contenuto venne sequestrato e i 350 ufficiali che si trovavano dentro furono arrestati, mentre i loro soldati semplici passarono dalla parte dei castristi.
Il treno conteneva una notevole quantità di armi che costituirono un grande vantaggio per le forze rivoluzionarie, dato che il bottino divenne la base di un ulteriore attacco effettuato da Guevara e dal comandante (appartenente al Segundo fronte nacionàl) statunitense William Alexander Morgan contro le truppe regolari.
Molti batistiani si arresero, ma altri preferirono continuare a combattere, usando il treno ormai fermo come riparo: Guevara diede l'ordine di gettare delle bombe Molotov dentro il mezzo attraverso i finestrini (da dove sbucavano i fucili dei governativi) in modo tale che il treno diventasse, per usare le sue stesse parole, "un vero forno per i soldati"; tale tattica si dimostrò vincente.
La cattura del treno fu considerata, a posteriori, un evento simbolico: essa rappresentava il passaggio di consegne al vertice dello Stato cubano tra Fulgencio Batista e Fidel Castro, sebbene il giorno dopo la battaglia i giornali di destra riportarono la notizia della "vittoria di Batista". Tale notizia, tuttavia, fu rapidamente smentita dai fatti, poiché gli insorti, lasciato un presidio a Santa Clara, proseguirono senza contrasto la loro marcia verso L'Avana.

### Presa della città
In breve tempo ribelli occuparono la centrale elettrica e tutta la zona nord occidentale della città. Caddero inoltre la caserma 31, il carcere, il Tribunale, il Palazzo del Governo Provinciale, il Grand Hotel, l'edificio più alto e la stazione di polizia. In tali combattimenti diede prova di strenua resistenza il Reggimento "Leoncio Vidal", ma ormai per il Che il successo era questione di ore.
Durante l'assalto alla stazione di polizia morì El Vaquerito: l'atteggiamento impavido e temerario del giovane fu poi giudicato decisivo per le sorti della battaglia, poiché senza il suo riuscito "attacco alle colline" lo scontro sarebbe potuto durare molto più a lungo. Secondo il Che egli "giocò con la morte un'infinità di volte nella lotta per la libertà".
Le ultime sacche di resistenza si materializzarono all'interno di una fortezza, dove si erano riuniti tutti gli anticastristi che avevano fiducia nel colpo di stato tentato il 1º gennaio dal generale Eulogio Cantillo: fallito quest'ultimo, non restò loro che la resa senza condizioni (ore 12:00).

## Risultati e conseguenze
Questa fu l'ultima importante battaglia della rivoluzione cubana: Castro aveva vinto e l'8 gennaio, dopo una serie di comizi in varie città, giunse a L'Avana dove prese le redini del potere politico.
La battaglia di Santa Clara conferì una notevole fama militare a Guevara: il mito del "Comandante Che Guevara" nacque infatti in tali circostanze. Ancor oggi è presente a Santa Clara un monumento che celebra il decisivo successo militare del medico argentino.